# 波洛瓦 (普里盧基區)
50°40′44″N 32°23′59″E / 50.67889°N 32.39972°E
波洛瓦（烏克蘭語：Полова），是烏克蘭的村落，位於該國北部切爾尼戈夫州，由普里盧基區負責管轄，始建於1600年，面積1.56平方公里，海拔高度130米，2001年人口215，人口密度每平方公里138.3人。